# Carolin Henseler
Carolin Nicola Henseler (* 30. September 1987 in Bonn) ist eine deutsche Moderatorin, Fernsehjournalistin, Schauspielerin, Produzentin und Sängerin.

## Leben und Karriere
Nach dem Abitur am Rhein-Gymnasium Sinzig studierte Henseler von 2007 bis 2010 Kommunikationswissenschaft mit Nebenfach Rechtswissenschaft an der Ludwig-Maximilians-Universität München. Ihre Abschlussarbeit schrieb sie über den Last-Minute-Swing bei Bundestagswahlen.
Unmittelbar nach dem Studium gewann sie 2010 ein Casting und durfte fortan eine Ausbildung zur TV-, Radio-, und Eventmoderatorin innerhalb des Qualifikationsprogramms Moderation, einem Kooperationsprojekt zwischen ARD (SWR), Hochschule der Medien und der Akademie für gesprochenes Wort, in Stuttgart absolvieren. Die Moderatorenausbildung verlief berufsbegleitend zu ihrer redaktionellen Tätigkeit beim ZDF innerhalb der Redaktion Leute heute.
2011 moderierte Henseler erstmalig im TV ein 90-minütiges Live-Talk-Format „Europa to go: Grenzenlos, frei, renovierungsbedürftig?“ zur Zukunft der Europäischen Union auf dem Sender EinsPlus in Doppelmoderation mit ARD-Reporter Stephan Lenhardt.
Am Lee Strasberg Theatre and Film Institute in Los Angeles studierte Carolin Henseler 2012 Schauspiel.
Im Anschluss daran erweiterte sie ihre redaktionelle Ausbildung, um ein TV-Volontariat bei ProSiebenSat.1 und war bis Dezember 2016 als Redakteurin und Online-Moderatorin für das People-Magazin red! Stars, Lifestyle & More sowie gelegentlich taff im Einsatz. Sie berichtet unter anderem von der Oscar-Verleihung in Los Angeles und ist als On-Air-Reporterin in der Live-Unterhaltungsshow Deutschland tanzt zu sehen.
2017 wechselte Henseler nach mehrmaligen Einsätzen als TV-Moderatorin bei Sport1 zu Hubert Burda Media. Fortan war sie für sämtliche Marken des Verlagshauses als Moderatorin im Einsatz. Auf der Online-Plattform des Magazins Bunte erhielt sie ihr eigenes Format B.Inside TV, moderierte 2018 die Verleihung des New Faces Award und berichtete gemeinsam mit Jochen Schropp live vom Roten Teppich der Bambi-Verleihung.
Seit 2017 ist sie Gastdozentin der LMU-Universität München am Institut für Kommunikationswissenschaft und berichtet den Studenten jährlich aus der Berufspraxis.
Gemeinsam mit Annemarie Carpendale moderierte sie 2018 den Red Carpet der McDonald’s-Benefiz-Gala in München. 2019 setzte sich Henseler bei einem Casting der Nachrichten-Plattform Focus Online durch und moderierte fortan das wöchentliche Nachrichten-Format Focus Online News Story, für welches sie auch redaktionell mitverantwortlich war. Henseler moderiert in deutscher sowie englischer Sprache und ist 2020 zur US-Wahl erstmals in der Live-Wahlberichterstattung im Einsatz. Seither moderiert sie regelmäßig Wahlsendungen für Focus Online, so auch zur Bundestagswahl 2021.
Für die überparteiliche Bürgerbewegung Pulse of Europe moderiert sie den Video-Podcast Nini und Soscha sprechen Europäisch.
An der Seite von Comedian Matze Knop moderierte sie ein Benefiz-Konzert zugunsten von Künstlern, die durch die Corona-Pandemie in finanzielle Nöte geraten sind.

## Privates
Carolin Henseler ist seit 2020 mit dem Fernsehmoderator Yannick Erkenbrecher, der für SkySport in der Fußball- und Tennis-Berichterstattung tätig ist, verheiratet.

## Engagement
Seit 2016 engagiert sie sich als Moderatorin beim Frauen-Netzwerk Business Women’s Society.
2019 engagiert sich Henseler überparteilich im Rahmen der Europawahl und produziert und singt ein modernes Pop-House Cover von Beethovens 9. Sinfonie, der offiziellen Europahymne.
Seit 2020 ist sie ehrenamtliche Botschafterin der Stiftung Ambulantes Kinderhospiz München.